# Anselmo Pardo Alcaide
Anselmo Pardo Alcaide (Melilla, 18 september 1913 – Córdoba, 20 juli 1977) was een Spaans entomoloog.
Anselmo Pardo Alcaide werd geboren in Melilla, een exclave van Spanje, in 1913. Hij combineerde, zijn hele leven lang, zijn werk als leraar met zijn entomologische studies. In 1936 publiceerde hij, op 23-jarige leeftijd, zijn eerste wetenschappelijke artikelen, over Ahermodontus ambrosi, een door hem ontdekte kever uit Marokko. Hij maakte een groot aantal verzamelreizen naar verschillende gebieden in Marokko wat resulteerde in nog zo'n 80 artikelen en beschrijvingen van 145 taxa, nieuw voor de wetenschap. Pardo Alcaide ontwikkelde zich tot wereldautoriteit in de families: Melyridae, Meloidae en Malachiinae. In 1978 ontving hij postuum de graad van Commandeur in de Civiele Orde van Alfons X de Wijze als erkenning voor zijn wetenschappelijke prestaties en een jaar daarna werd er een school naar hem vernoemd in zijn geboorteplaats Melilla.
- Biblioteca Nacional de España: XX1389886
- Virtual International Authority File: 87151891
- WorldCat: E39PBJwtrdPkVpbhBGjW4hmTpP